# José Gomes (cầu thủ bóng đá, sinh 1999)
José Gomes (sinh ngày 8 tháng 4 năm 1999) là một cầu thủ bóng đá người Bồ Đào Nha thi đấu cho S.L. Benfica ở vị trí Tiền đạo.

## Sự nghiệp câu lạc bộ
Sinh ra ở Bissau, Gomes, sau giải đấu trẻ năm 2011 ở Bồ Đào Nha, anh trở lại đất nước sau 1 năm và gia nhập học viện trẻ của Benfica lúc 13 tuổi.
Anh có màn ra mắt cho Benfica B trong trận đấu tại LigaPro 2016–17 trước Cova da Piedade vào ngày 6 tháng 8 năm 2016. 22 days later, he scored his first goal for the reserve team, in a 2–1 away win at Vizela. Anh ra mắt cho đội một, chỉ thi đấu 128 giây, trong thắng lợi 2–1 trước Arouca ở Giải bóng đá vô địch quốc gia Bồ Đào Nha ngày 9 tháng 9, trở thành cầu thủ trẻ thứ ba của Benfica ra mắt cho đội chính.

## Sự nghiệp quốc tế
Tại Giải vô địch bóng đá U-17 châu Âu 2016, Gomes đoạt danh hiệu Cầu thủ vàng và vua phá lưới.

## Danh hiệu

### Câu lạc bộ
Benfica
- Giải bóng đá vô địch quốc gia Bồ Đào Nha: 2016–17
- Campeonato Nacional de Juniores: 2017–18

### Quốc tế
Bồ Đào Nha
- Giải vô địch bóng đá U-17 châu Âu: 2016

### Cá nhân
- Giải vô địch bóng đá U-17 châu Âu 2016 - Top goalscorer (7 bàn)[7]
- Giải vô địch bóng đá U-17 châu Âu 2016 - Danh hiệu Cầu thủ vàng[8]